# Stadio Augusto Bisceglia
Lo stadio Augusto Bisceglia (in precedenza stadio Rinascita) è uno stadio di calcio della città di Aversa. Ospita le partite casalinghe del Real Aversa 1925.

## Storia
La struttura è situata in via Caruso e fu inaugurata nel novembre del 1960, e nel 2009 venne intitolato ad Augusto Bisceglia, sindaco della città deceduto durante l'espletamento del mandato nel 1980.

## Settori e capienza
Lo stadio può ospitare 3.042 spettatori. I posti a sedere, così distribuiti:
| Settore                              | Capienza |
| ------------------------------------ | -------- |
| Tribuna Romaniello                   | 1.028    |
| Curva Nord                           | 504      |
| Curva Sud                            | 501      |
| Settore Ospiti                       | 869      |
| Addetti ai lavori                    | 50       |
| Postazioni Disabili e Accompagnatori | 60       |
| Giornalisti                          | 30       |
| totale                               | 3.042    |

## Trasporti
Lo stadio è raggiungibile utilizzando:
In automobile:
- da Nord: Autostrada A1 in direzione Napoli con uscita a Caserta Sud. Imboccare la Strada statale 265 dei Ponti della Valle che da Marcianise conduce ad Aversa. Uscire ad Aversa Nord e svoltare a destra. Dopo circa 1 km, sulla sinistra, arrivo in via Caruso - Stadio "Augusto Bisceglia".
- da Sud: Autostrada in direzione Napoli. In prossimità di Napoli, prendere la direzione A30/E841 Nola - Caserta - Roma. Uscire a Nola e proseguire in direzione Villa Literno con la SS7 BIS VAR fino ad imboccare lo svincolo Giugliano - Marcianise in direzione Giugliano. Uscire ad Aversa Nord. Svoltare a destra e dopo circa 1 km di nuovo a sinistra. Arrivo in via Caruso - Stadio "Augusto Bisceglia".